# عبد الرحمن بن رستم
عبد الرحمن بن رستم،  هو مؤسس الدولة الرستمية  الإباضية في بلاد المغرب شمال افريقيا) وتحديدا في المغرب الأوسط (الجزائر حالياً) عاصمتها تاهرت تسمى تيارت حالياً. اسمه عبد الرحمن بن رستم بن بهرام بن سام بن كسرى، من الفرس وهو أحد تلامذة أبو عبيدة مسلم بن أبي كريمة.

## تاريخ
بويع له بالإمامة عام 160هـ وقيل 162هـ. وكان لهذا الإمام ابنة تسمى أروى وقد خطبها حاكم الصفرية اليسع لإبنه مدرار وهدف هذا الإمام من هذا الزواج للمذكور توحيد الصلة وتقوية العلاقات بين دولته وبين الصفرية لأن الصفرية كانت قوية إذ كانت تحت حكم حاكم الصفرية ما يعد بعشرات الألوف من المقاتلة الموصوفين بالشجاعة والبسالة. أمل هذا الإمام أن يأتي يوم ما على أولادها إن قدّر الله بحملها وهم على مذهب الاستقامة فيضمهم هو أو من يلي الأمر بعده إليه أو تتوثق علاقات الوداد بين المملكتين، فلا يطرقه منهم طارق سوء ولا يأتيه من قبلهم ما يكدر راحته أو يوجب له قلقا أو خللا في داخليته، هذا ولما سيرة هذ الإمام مشهورة بالعدل والاستقامة.
ولما أيقن بدنو الأجل وانقضاء العمر تأسّى بالفاروق عمر بن الخطاب واقتفى أثره اعتناءً منه بشأن الإسلام والمسلمين. فجعل الإمامة شورى بين سبعة رجال ممن تفرّس فيهم الصلاح وما احرزوه من كمال الاقتدار وهم ولده العلامة عبد الوهاب بن عبد الرحمن بن رستم والعلامة مسعود الأندلسي وأبو قدامة يزيد بن فندين اليفرني وعمران بن مروان الأندلسي وأبو الموفق سعدوس بن عطية وشكر بن صالح الكتامي والعلامة مصعب بن سدمان وكلهم أعلام في التقوى والصلاح.
وكانت خلافته 11 سنة وكل من هؤلاء السبعة كان يرفض أن يكون الأمر له ثم استقر الأمر أن يبايعوا ابنه عبد الوهاب بالإمامة.
وكانت ولاية عبد الرحمن بن رستم من عام 160هـ - 171هـ. وأول من بايعه العلامة مسعود الأندلسي والذي كان مرشحا لهذا المنصب فحينما سمع بذلك رفضه ثم بايعه الحاضرون وحملوه إلى دار الإمامة في موكب حافل غصت به طرق المدينة وهناك تمت البيعة له من قبل العامة، وفرح الناس بذلك فرحا كبيرا. وسار في الناس سيرة حسنة مثل أبيه حتى توفي عام 190 هـ.